# Sancta Maria Mavo
De Sancta Maria Mavo was een school in 's-Hertogenbosch die zich richt op het voorbereidend middelbaar beroepsonderwijs. Sancta Maria Mavo was een kleinschalige school voor VMBO-T met 430 leerlingen. Binnen het VMBO in ’s-Hertogenbosch e.o. was het de categoriale school.

## Geschiedenis
De school is in 1961 ontstaan, nadat een dependance van de meisjesschool Heilig Hart-ULO kampte met ruimtegebrek. Drie klassen kregen aan de Aartshertogenlaan een dependance. Deze dependance werd in 1961 zelfstandig en kreeg de naam Sancta Maria-ULO, vernoemd naar Maria Goretti. In 1966 werden er ook jongens toegelaten op de school. De school groeide al snel en in het schooljaar 1968/1969 werd er onderdak gevonden in de kleuterschool aan de Pieter Borstraat.
In 1993 is de school gefuseerd met de Paulus Mavo. De school heeft de naam van Sancta Maria Mavo ook na 1999 aangehouden, toen de mavo veranderde in het vmbo.
Op 9 november 2023 werd bekend dat de Sancta Maria Mavo per 1 augustus 2024 de deuren sluit wegens een gebrek aan geld van de regering. De school werd vervangen door de ISK, een internationale school voor immigranten.